# Пиндер, Эдвард
Эдвард (Эдуард) Пиндер (англ. Edward Pindar; 28 августа 1828 — 1892) — британский шахматист.
Участник 1-го турнира Британской шахматной ассоциации.

## Спортивные результаты
| Год  | Город     | Соревнование | +   | −   | =   | Результат      | Место |
| ---- | --------- | --- | --- | --- | --- | -------------- | ----- |
| 1855 | Нью-Йорк  | Клубный турнир 1-й раунд против Фредерика Перрина 2-й раунд против англ. Adolph Moehle                                   | 3 2 | 1 3 | 0 1 | 3 из 4 2½ из 6 |       |
| 1857 | Манчестер | 1-й турнир Британской шахматной ассоциации Четвертьфинал против Роберта Бернетта Брайена Полуфинал против Сэмюэля Бодена | 1 0 | 0 1 | 0   | 1 из 1 0 из 1  |       |